# Henry Deane (Ingenieur)

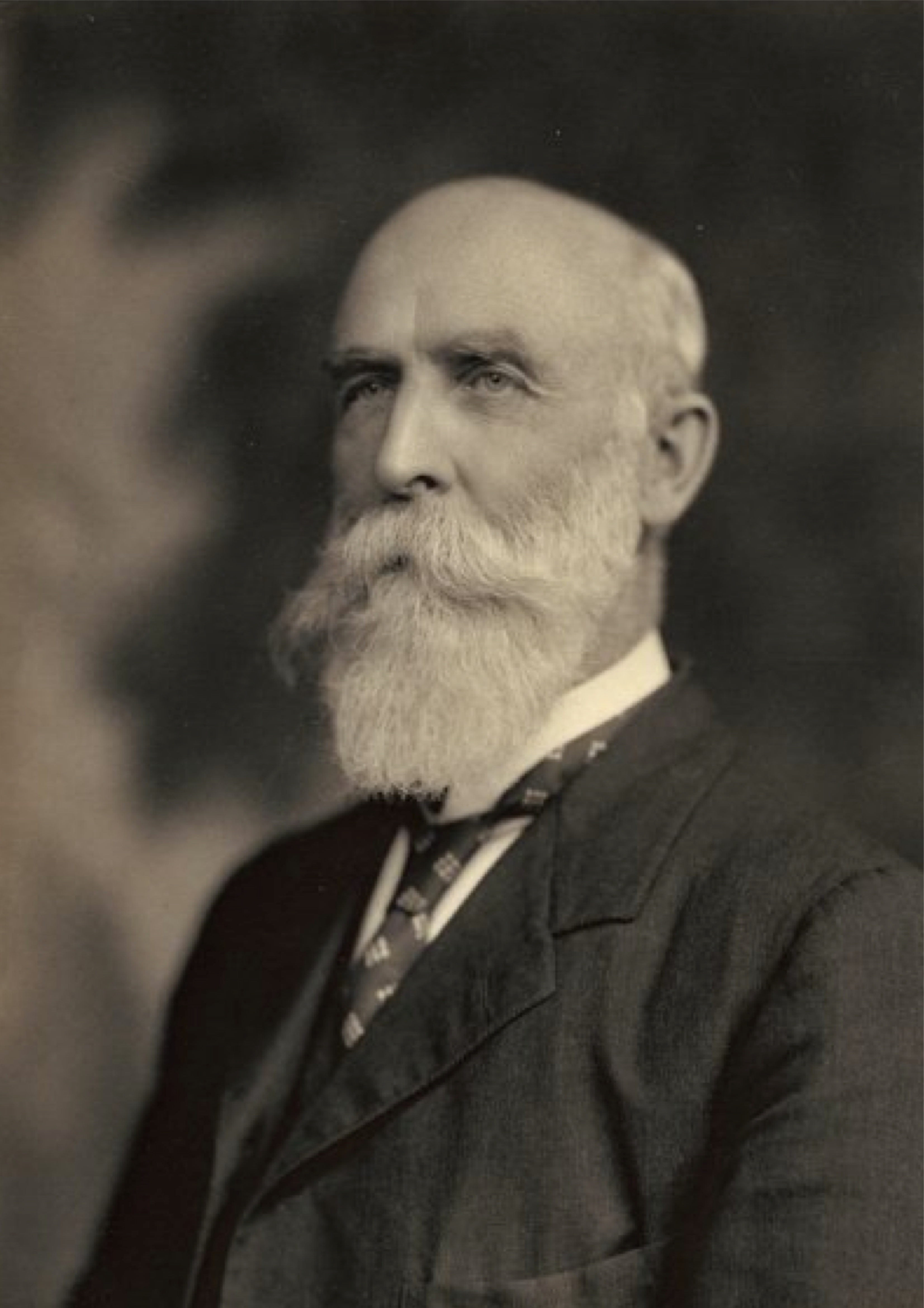
Henry Deane (zwischen 1890 und 1901)

Henry Deane (* 26. März 1847 in Clapham Common (London), Vereinigtes Königreich; † 12. März 1924 in Melbourne, Victoria (Australien)) war ein britisch-australischer Eisenbahningenieur und Botaniker. Sein botanisches Autorenkürzel lautet „H.Deane“.
Deane machte sich einen Namen mit der Elektrifizierung der Straßenbahn von Sydney sowie mit dem Bau der Wolgan-Valley-Eisenbahn und der transaustralischen Eisenbahn.

## Frühe Jahre
Henry Deane wurde in Clapham Common als Sohn des Apothekers Henry Deane sen. und seiner Frau Jemima, geborene Elliot, geboren. Sein Vater war Mitglied der Linnean Society of London. Deane besuchte Schulen in England, die er 1862 abschloss. Er studierte am Queen’s College in Galway (heute „National University of Ireland“), wo er 1865 den Titel B.A. (Bachelor of Administration) und 1882 die Titel M.A. (Master of Administration) und M.Sc. (Master of Science) in Mathematik und Naturwissenschaften mit Auszeichnung erhielt. Deane studierte auch zwei Jahre lang Ingenieurwissenschaften im King’s College London und erhielt 1867 sein Diplom.

## Berufsleben
Nach zwei Jahren im Konstruktionsbüro des Eisenbahningenieurs Jon Fowler in London wechselte Deane 1869 zu Waring Brothers und arbeitete an Projekten für die ungarische Eisenbahn. 1871 wurde er Cheftechniker auf der Werft der Donaudampfschifffahrtsgesellschaft in Altofen. 1875 kehrte Deane nach England zurück, wo er Dächer und Brücken konstruierte sowie Bauarbeiten überwachte. 1879 arbeitete er einige Monate lang auf den Philippinen am Bau einer Zuckerfabrik und kehrte dann erneut nach England zurück. Ende desselben Jahres wanderte er jedoch nach Australien aus. Im Januar 1880 kam er an Bord der „Kent“ in Sydney an.
Dort fand er als Vermesser bei den New South Wales Government Railways Arbeit. Anfangs war er mit der vorläufigen Einmessung der „Northern Line“ zwischen Hawkesbury River und Ourimbah beschäftigt. 1881 wurde er zum „District Engineer“ für die Strecke von Gunnedah nach Narrabri ernannt, 1883 zum „District Engineer“ für die Strecke von Homebush (Sydney) zum Hawkesbury River. Im Juli 1886 wurde er zum Inspektor („Inspecting Engineer“), im Juli 1889 zum stellvertretenden Chefingenieur („Acting Engineer-in-Chief“) und 1890 zum Chefingenieur („Engineer-in-Chief“) ernannt. 1894 und 1904 begab er sich auf Weltreisen, um Kleineisenbahn- und Straßenbahnsysteme zu studieren. Ab Juli 1899 wurde sein Arbeitsgebiet auf den Bau von Straßenbahnen erweitert und er war entscheidend an der Planung der elektrischen Straßenbahn für Sydney beteiligt.
Eine von Deanes wichtigsten Errungenschaften war die Einführung von „Pionierstandards“, die die Baukosten von wenig befahrenen Überlandlinien senkten.
1905 schlossen die New South Wales Government Railways ihre Konstruktionsabteilung und Deane verließ die Firma.
Im April 1906 wurde Deane beratender Ingenieur der „Commonwealth Oil Corporation“ und überwachte die Vermessung und den Bau der Wolgan-Valley-Eisenbahn. Zu den wichtigsten von ihm eingeführten Neuerungen gehörten der Bau von 4%igen Steigungen und von Kurven mit 100 Meter (5 Chain) Radius auf einer Normalspurstrecke sowie der Einsatz von Shay-Lokomotiven (Getriebe-Dampflokomotiven).
Am 25. März 1908 wurde er zum beratenden Ingenieur der australischen Bundesregierung ernannt und mit der Planung der transaustralischen Eisenbahn von Port Augusta nach Kalgoorlie-Boulder betraut. Bereits seit 1903 war er mit dem Projekt vertraut, da er damals New South Wales als Vorsitzender einer Konferenz von Chefingenieuren zu diesem Thema vertrat. 1910 wurde Deane Chefingenieur der transaustralischen Eisenbahn und überwachte den Bau großer Teile dieser Eisenbahn.
Deane war auch mit dem Problem unterschiedlicher Spurweiten in Australien befasst. So wurde er beispielsweise mit den Versuchen des Einbaus einer dritten Schiene 1915 in Tocumwal und besonders auch mit den „Brennan Switches“ beauftragt.
Im April 1914 schied Deane bei den Commonwealth Railways aus und betätigte sich als beratender Ingenieur in Melbourne.

## Privatleben und Tod
Henry Deane war zweimal verheiratet (1873 und 1890). Er hatte drei Söhne und drei Töchter. Am 12. März 1924 verstarb er in Melbourne.

## Gesellschaftliches Engagement
Henry Deane war Mitglied der Institution of Civil Engineers und verschiedener anderer Gesellschaften. Zweimal war er Präsident der Royal Society of New South Wales und zwei Jahre lang Präsident der Linnean Society of New South Wales.

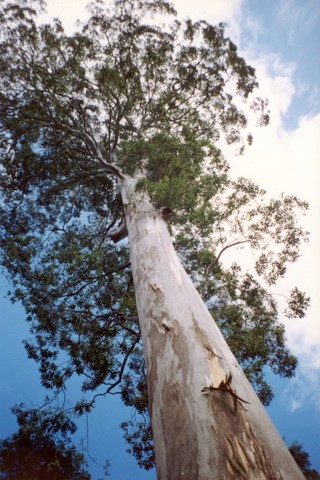
Eucalyptus deanei

## Botanik
Zusammen mit Joseph Maiden veröffentlichte Deane eine Reihe botanischer Beschreibungen einiger einheimischer Baumarten, deren Holz kommerziell verwertet wird. In Zeitschriften schrieb er häufig Artikel über Forstwirtschaft und Botanik. Die Eukalyptusart Eucalyptus deanei wurde nach ihm benannt. Seine Arbeiten über die Botanik des Tertiär werden als besonders wertvoll angesehen und verliehen ihm ein hohes Ansehen unter den Geologen seiner Zeit.